# Mandell Maughan

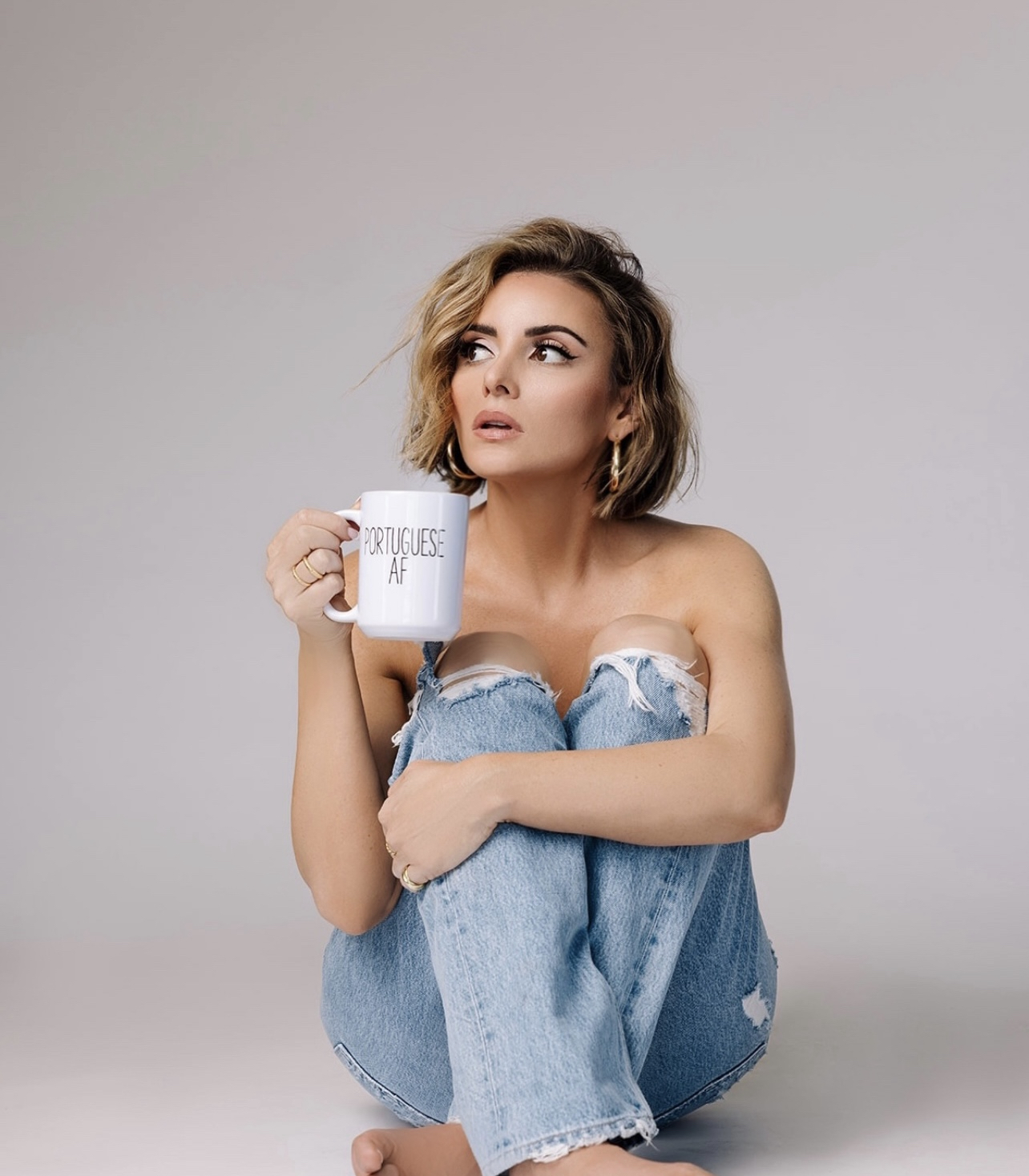
Mandell Maughan (2022)

Mandell Maughan (* 24. August 1983 in San Diego, Kalifornien) ist eine US-amerikanische Schauspielerin.

## Leben
Maughan wurde am 24. August 1983 in San Diego geboren. Sie wuchs auf der Halbinsel Point Loma auf. Als Teil des San Diego Children’s Choir verbrachte sie einen Großteil ihrer Jugend auf internationalen Reisen. Nach ihrem Abschluss an der University of San Diego High School besuchte sie die University of Arizona. Dort wurde sie ein Mitglied der Studentenverbindung Gamma Phi Beta. Sie schloss ihr Schauspiel- und Regie-Studium mit einem Bachelor of Fine Arts ab. Danach zog sie nach Los Angeles, um ihre Karriere in Film und Fernsehen zu starten.
2005 gab Maughan in einer Episode der Fernsehserie The Playbook ihr Fernsehschauspieldebüt. 2006 stellte sie in 26 Episoden der Fernsehserie Prison Break: Proof of Innocence, eines Ablegers der Fernsehserie Prison Break, die Rolle der Amber McCall dar. 2007 gab sie im Film Erotic Secrets ihr Filmschauspieldebüt. 2008 war sie in zwei Episoden der Fernsehserie Schatten der Leidenschaft in der Rolle der Lynsey zu sehen. Im selben Jahr folgten einige Besetzungen als Episodendarstellerin und eine Rolle im Fernsehfilm Man Stroke Woman. 2012 übernahm sie in sieben Episoden der Fernsehserie Save the Supers die Rolle der Elementra. Von 2017 bis 2018 spielte sie die Rolle der Maggie in der Fernsehserie Me, Myself and I. Bereits ab 2016 begann sie, die Rolle der Victoria King in der Fernsehserie Bajillion Dollar Propertie$ darzustellen. Bis einschließlich 2019 wirkte sie in 34 Episoden mit. Von 2021 bis 2022 war sie in elf Episoden der Fernsehserie Resident Alien als Lisa Casper zu sehen.

## Filmografie (Auswahl)
- 2005: The Playbook (Fernsehserie, 1 Episode)
- 2006: Prison Break: Proof of Innocence (Fernsehserie, 26 Episoden)
- 2007: Erotic Secrets
- 2008: Schatten der Leidenschaft (The Young and the Restless, Fernsehserie, 2 Episoden)
- 2008: Midnight Movie
- 2008: Ghost Whisperer – Stimmen aus dem Jenseits (Ghost Whisperer, Fernsehserie, Episode 4x04)
- 2008: Life (Fernsehserie, Episode 2x10)
- 2008: Man Stroke Woman (Fernsehfilm)
- 2008: Do Not Disturb (Fernsehserie, Episode 1x06)
- 2009: The Ex List (Fernsehserie, Episode 1x09)
- 2009: Single White Millionaire (Fernsehfilm)
- 2009: Thanks for Dying
- 2010: Sails Men (Kurzfilm)
- 2012: Save the Supers (Fernsehserie, 7 Episoden)
- 2013: Breaking Belding (Kurzfilm)
- 2013: Sean Saves the World (Fernsehserie, Episode 1x06)
- 2014: Die Millers (The Millers, Fernsehserie, Episode 2x04)
- 2015: House of Lies (Fernsehserie, Episode 4x06)
- 2015: Undateable (Fernsehserie, Episode 2x01)
- 2016: Comedy Bang! Bang! (Fernsehserie, Episode 5x14)
- 2016–2017: Comedy Bang Bang: The Podcast (Fernsehserie, 3 Episoden, verschiedene Rollen)
- 2016–2019: Bajillion Dollar Propertie$ (Fernsehserie, 34 Episoden)
- 2017–2018: Me, Myself and I (Fernsehserie, 9 Episoden)
- 2018: The Neighborhood (Fernsehserie, Episode 1x11)
- 2019: Black-ish (Fernsehserie, Episode 5x22)
- 2019: The Affair (Fernsehserie, Episode 5x01)
- 2019: Zwischen zwei Farnen: Der Film (Between Two Ferns: The Movie)
- 2020: Grace and Frankie (Fernsehserie, Episode 6x05)
- 2021–2022: Resident Alien (Fernsehserie, 11 Episoden)